# Hans Unckell
Hans Unckell (* in Ars an der Mosel, Reichsland Elsaß-Lothringen; † 1944 in Münster) war ein deutscher Verwaltungsjurist.

## Leben
Unckell studierte an der Albert-Ludwigs-Universität Freiburg Rechtswissenschaft. 1905 wurde er im Corps Rhenania Freiburg recipiert.
Referendar war er in Ars. An der Universität Leipzig wurde er 1913 zum Dr. iur. promoviert. Er nahm als Offizier am Ersten Weltkrieg teil und erhielt den Königlichen Hausorden von Hohenzollern. 1920 kam er als Regierungsamtmann nach Berlin-Friedenau. Von 1921 bis 1933 war er Landrat im Kreis Oels. 1939 wurde er Oberregierungsrat beim Regierungspräsidenten im Regierungsbezirk Münster (Allg. Abt.).